# Vandellia cirrhosa
Il candirù o canero (Vandellia cirrhosa), detto anche "pesce stuzzicadenti", è un pesce osseo d'acqua dolce che fa parte della famiglia Trichomycteridae.

## Distribuzione e habitat
È presente nel bacino del Rio delle Amazzoni.

## Descrizione
Questa specie può raggiungere i 17 cm di lunghezza ma di solito ha una taglia nettamente inferiore.

## Biologia
Il candirù si comporta come un parassita, caso molto raro tra i vertebrati: esso penetra all'interno delle cavità branchiali di pesci più grandi, dopo di che pratica un'apertura con i denti in un'arteria branchiale e si nutre del sangue che fuoriesce. Quando non è in cerca di prede se ne sta infossato nel fango. Si nutre sia di giorno sia di notte.
È oggetto di una leggenda moderna secondo cui sarebbe solito inserirsi nell'uretra dei bagnanti, eventualmente attratto dall'urina. Questa superstizione è probabilmente nata nel diciannovesimo secolo, da incomprensioni tra gli studiosi europei e gli abitanti della zona, e ha ricevuto molta pubblicità anche in tempi moderni in libri e film, molte volte spacciata per reale. In realtà, nonostante la popolosità dell'areale della V. cirrhosa, c'è stato negli ultimi decenni un solo caso documentato di candirù che sia penetrato nel pene di un uomo che stava urinando in un fiume; sul caso in questione esistono forti dubbi e si ritiene impossibile che il pesce possa addirittura lanciarsi fuori dall'acqua lungo un getto di urina, tanto più che è stato sperimentalmente smentito che sia attratto dall'urina in generale. Alla stessa maniera non ci sono casi registrati di candirù penetrati nell'ano di bagnanti, mentre è possibile in rari casi che si inserisca in una vagina, da cui è possibile estrarlo con un intervento chirurgico.

## Riferimenti culturali
- Lo scrittore David Grann nel libro Lost city of Z descrive la "pericolosità" di questo pesce parassita nel capitolo 7.
- William S. Burroughs ha udito storie sul candirù nel corso dei suoi viaggi in Sudamerica e lo ha citato nel suo libro Pasto nudo.
- Candice Millard nel libro The River of Doubt menziona delle voci relative a presunti attacchi del candirù durante il viaggio in Amazzonia di Theodore Roosevelt.
- Lo scrittore Julian Barnes lo nomina nel suo libro Una storia del mondo in 10 capitoli e 1/2.
- Michael Cordy ne descrive le caratteristiche nel suo romanzo Il manoscritto di Dio.
- Questo pesce è citato anche nei film Gunmen - Banditi, Anaconda, Il tesoro dell'Amazzonia, Mato Grosso, nella serie TV Strike Back (ep. 4x01) e nel romanzo Amazzonia di James Rollins.
- La Vandellia cirrhosa è anche causa di un'ostruzione alle vie urinarie del direttore amministrativo del Seattle Grace Hospital nella serie TV Grey's Anatomy, puntata Desiderio (ep. 21, terza stagione).